# 經典釋文
《經典釋文》成書於隋朝開皇三年（583年），是唐代經學家陸德明的著作，解釋經書與《老子》、《莊子》音義的專著。他鉴于当时经典旧音太简，微言久绝，大义愈乖，后人攻乎异端，竟生穿凿的现象，於是在癸卯之歲（陳後主至德元年）在校理群书的基础上，“精研六典，采纳九流，搜访异同，校之《苍》、《雅》”，著《经典释文》30卷。《經典釋文》為經文和注文皆注上反切等注音方法，統一魏晉以來混亂的注音，方便讀者了解其句解，唐代以降與《十三經注疏》並行為閱讀經籍的依據。《经典释文》还引用了一些今已不存的古书。
其列舉徐邈、李軌、劉昌宗、郭璞、郭象、韋昭、向秀、王元規、崔譔、呂忱、重、戚袞、沈旋、謝嶠、顧野王、孫炎、鄭玄、王肅、何胤、施乾等漢六朝二十家音切考證，基于230家诸说分析字音字义。
高本汉称《经典释文》和《切韵》(601)是构拟中古汉语两个主要的根据。许多汉语音韵学研究(如参考文献所列)都使用了《经典释文》。

## 版本
《经典释文》各卷頭均有“唐国子博士兼太子中允贈齐州刺史吴县開国男陸德明撰”字样，但实际上不是唐代的著作，而是自陳至德元年（583）开始编篡的6世纪末著作。
《经典释文》共30卷，共有序录、周易音義、尚書音義2卷、毛詩音義3卷、周礼音義2卷、儀礼音義、礼記音義4卷、春秋左氏音義6卷、春秋公羊音義、春秋穀梁传音義、孝经音義、論語音義、老子道经・德经音義、莊子音義3卷、爾雅音義2卷。
在汉语音韵史上，《经典释文》是比《切韵》略早的南方标准音代表著作，以极多的异读为重要特征。
《经典释文》最早陆德明的原稿是双色抄写，黑色写经文，红色写释文（《经典释文卷一叙录·条例》），唐后期的写本已经简省成一色墨书而在经文上面点朱砂的方法，再往后就变成单色写，彻底没有双色的规矩了。
现存最早的版本是宋刻宋元递修本，此后元明两代没有再刻。到了清康熙年间才有徐乾学主持的《通志堂经解》本，该本是以明末叶林宗根据钱谦益绛云楼藏宋刊本（此本已焚）影抄的本子为底本重刻的。到清乾隆年间，卢文弨以叶林宗影宋抄本为底本，广采各家校勘成果，著成《考证》30卷，与已经精校的《经典释文》原书一并刻入《抱经堂丛书》。此后讫于20世纪80年代通行的都是徐乾学本和卢文弨本以及根据这两个本子翻刻的本子。而宋刻宋元递修本直到1985年才由上海古籍出版社影印出版。
这三个版本相比较，通志堂本最劣，抱经堂本虽胜于通志堂本，也不是很好，主要还是校勘的问题。宋本的宋刻原叶质量很高，但是这个本子中有元朝的修补书叶，这些元修书叶错字特别多，因此宋本的不同部分要区别对待。另外，2006年，中华书局排印出版了黄焯的《经典释文汇校》。这个本子以通志堂本为底本，以包括宋刻宋元递修本在内的各种30卷刻本、30卷影抄本以及元明两代各种《附释音十三经注疏》所附的释文进行通校，并参合清代以来诸家校勘成果写定校勘记，每页分两栏写定，上栏为通志堂本正文，下栏为校语。
这部作品最大的特色是全书十二部分的释文都充分运用可以见到的旧钞残卷（尤其敦煌写本）、单刻本以及30卷残本进行校勘。所以单以参校之富与参校版本之精一项，《汇校》之作就已远超乾嘉以来诸家。而且黄先生在出校方面，只要有版本出现与底本相异的文字则为之出校，不避繁琐务以存真，且并不妄下断语，可谓“天下至慎”，所以堪称目前值得信赖的版本。

## 總目
- 卷一　序錄
- 卷二　周易音義
- 卷三　古文尚書音義上 起第一盡第五
- 卷四　古文尚書音義下 起第六盡第十三
- 卷五　毛詩音義上 起第一盡第六
- 卷六　毛詩音義中 起第七盡第十三
- 卷七　毛詩音義下 起第十四盡第二十
- 卷八　周禮音義上 起天官盡春官下
- 卷九　周禮音義下 起夏官盡考工記下
- 卷十　儀禮音義
- 卷十一　禮記音義之一 起第一盡第五
- 卷十二　禮記音義之二 起第六盡第十
- 卷十三　禮記音義之三 起第十一盡第十五
- 卷十四　禮記音義之四 起第十六盡第二十
- 卷十五　春秋左氏音義之一 起第一盡第五
- 卷十六　春秋左氏音義之二 起第六盡第十
- 卷十七　春秋左氏音義之三 起第十一盡第十五
- 卷十八　春秋左氏音義之四 起第十六盡第二十
- 卷十九　春秋左氏音義之五 起第二十一盡第二十五
- 卷二十　春秋左氏音義之六 起第二十六盡第三十
- 卷二十一　春秋公羊音義
- 卷二十二　春秋穀梁音義
- 卷二十三　孝經音義
- 卷二十四　論語音義
- 卷二十五　老子音義
- 卷二十六　莊子音義上 內篇七
- 卷二十七　莊子音義中 外篇十五
- 卷二十八　莊子音義下 雜篇十一
- 卷二十九　爾雅音義上 上中二卷
- 卷三十　爾雅音義下 下卷

## 阅读更多
- Kishima Fumio, "Changes of 經典釋文 – As seen in the Patterns of Usage of the Shiwen copies of 舜典", The Toho Gakuho: Journal of Oriental Studies 73, 2001. (in Japanese)
- 杜其容, "《毛詩釋文異乎常讀之音切研究》 （页面存档备份，存于）, 聯合書院學報 4:1–56, 1965.
- Wang Kuan-to, "A Critical Analysis of the Pronunciation and the Meaning of the Word 樂 in the Jingdian Shiwen (A Summary) （页面存档备份，存于）", The Journal of the Institute of Chinese Studies of The Chinese University of Hong Kong 8.

## 外部連結
- 《經典釋文》的幾個不同版本 （页面存档备份，存于） - 中國哲學書電子化計劃